# 1999 في بلجيكا
فيما يلي قوائم الأحداث التي وقعت خلال عام 1999 في بلجيكا.

## سياسة

### انتهاء فترة المنصب
- 12 يوليو – هيرمان فان رومبوي Minister of Budget (Belgium) [الإنجليزية]‏.

## رياضة
- 1 يناير – طواف فلاندرز 1999
- 29 أغسطس – جائزة بلجيكا الكبرى 1999 الفائز ديفيد كولتهارد.

## مواليد

### يونيو
- 10 يونيو – بلانش مغنية بلجيكية.[1]

## وفيات

### أغسطس
- 16 أغسطس – أنطون ألبرتس (مواليد 1927) مهندس معماري هولندي.[2]
- 20 أغسطس – جوسان سيجارت (مواليد 1909) لاعبة كرة مضرب بلجيكية.

### أكتوبر
- 29 أكتوبر – غريغ (مواليد 1931)[3]